# Bactrocera aurantiventer
Bactrocera aurantiventer är en tvåvingeart som beskrevs av Drew 1989. Bactrocera aurantiventer ingår i släktet Bactrocera och familjen borrflugor. Inga underarter finns listade.